# Gonçalo Amorim (ciclista)
Gonçalo José Valada Amorim (Cartaxo, 30 de setembro de 1972 — Santarém, 1 de maio de 2012) foi um ciclista português que competiu nos Jogos Olímpicos de Verão de 2004.